# Federación Mexicana de Fisicoculturismo y Fitness
La Federación Mexicana de Fisicoconstructuvismo y Fitness, A. C. (por sus siglas, FMFF) es la encargada del deporte del  fisicoculturismo y fitness en México, y se encuentra avalada por la IFBB.

## Historia
La FMFF es responsable de crear uno de los eventos más importantes a nivel nacional, el Clásico Mr. México y Señorita Perfección.
El presidente actual de la FMFF es Francisco Cabezas Gutiérrez, quien utiliza estas frases en su mandato como presidente de la FMFF:
- Honor y Espíritu Deportivo,
- Unidos por el deporte, venceremos.

La FMFF otorga permisos a la Asociación de cada estado para poder realizar eventos en sus estados correspondientes, los cuales a su vez se encargan de crear selectivos estatales con el fin de reunir al grupo de atletas que representará a cada estado en eventos nacionales como el Clásico Mr. México y Señorita Perfección y el Selectivo Nacional (competencia que otorga a los mejores atletas el pase para competir a nivel internacional).
La FMFF es la encargada de generar certificados y placas para jueces estatales y nacionales de este deporte (fisicoculturismo y fitness).

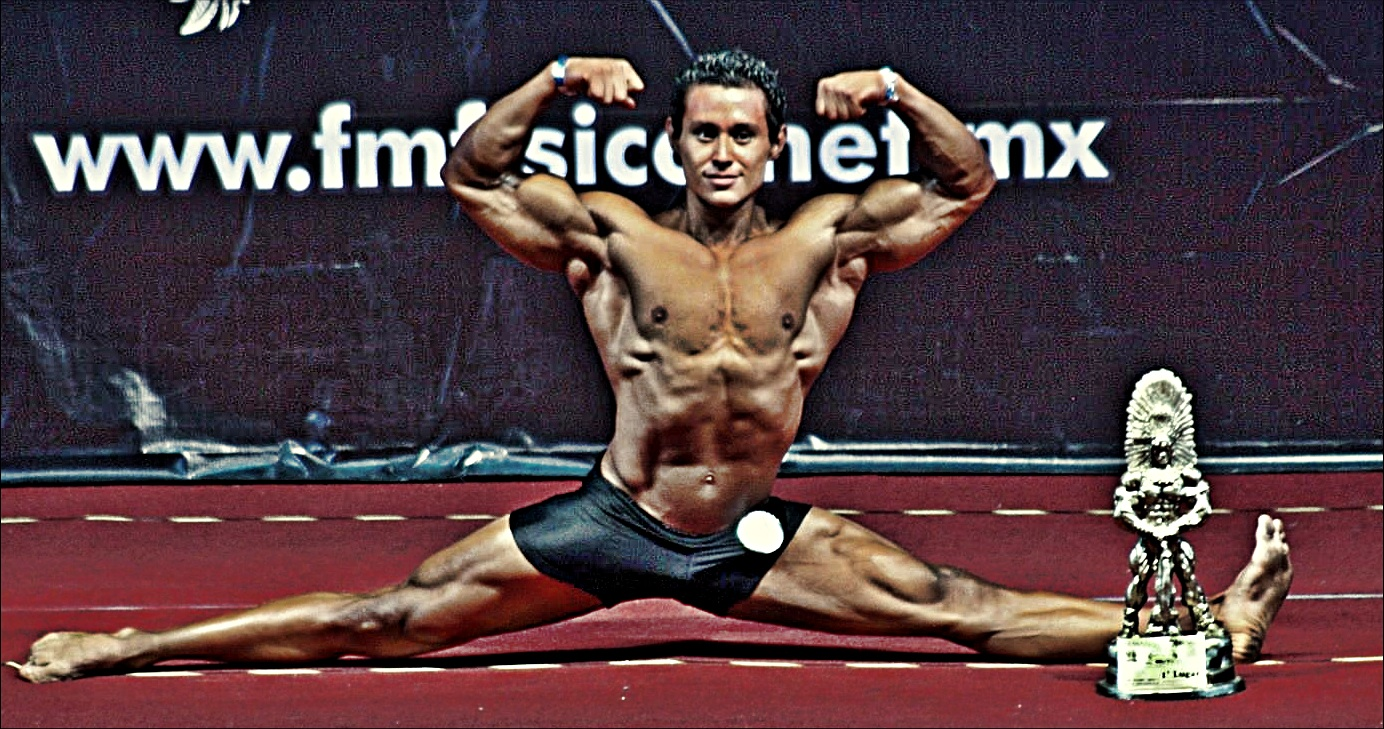
Mr Mexico 2012.

### Reglamentos oficiales de las categorías
- Fisicoculturismo varonil y femenil.
- Mujeres: Bikini.
- Body Fitness Femenino.
- Fitness Femenil.
- Hombres:Culturismo clásico.